# Saturn Award voor beste jonge acteur
Dit is een lijst van films die de Saturn Award ooit hebben gewonnen in de categorie beste jonge acteur.
| Jaar      | Film                                                                |
| --------- | ------------------------------------------------------------------- |
| 1984      | Noah Hathaway in The NeverEnding Story                              |
| 1985      | Barret Oliver in D.A.R.Y.L.                                         |
| 1986      | Carrie Henn in Aliens                                               |
| 1987      | Kirk Cameron in Like Father, Like Son                               |
| 1988      | Fred Savage in Vice Versa                                           |
| 1989/1990 | Adan Jodorowsky in Santa Sangre                                     |
| 1991      | Edward Furlong in Terminator 2: Judgment Day                        |
| 1992      | Scott Weinger in Aladdin                                            |
| 1993      | Elijah Wood in The Good Son                                         |
| 1994      | Kirsten Dunst in Interview with the Vampire: The Vampire Chronicles |
| 1995      | Christina Ricci in Casper                                           |
| 1996      | Lucas Black in Sling Blade                                          |
| 1997      | Jena Malone in Contact                                              |
| 1998      | Tobey Maguire in Pleasantville                                      |
| 1999      | Haley Joel Osment in The Sixth Sense                                |
| 2000      | Devon Sawa in Final Destination                                     |
| 2001      | Haley Joel Osment in A.I.                                           |
| 2002      | Tyler Hoechlin in Road to Perdition                                 |
| 2003      | Jeremy Sumpter in Peter Pan                                         |
| 2004      | Emmy Rossum in Phantom of the Opera                                 |
| 2005      | Dakota Fanning in War of the Worlds                                 |
| 2006      | Ivana Baquero in Pan's Labyrinth                                    |
| 2007      | Freddie Highmore in August Rush                                     |
| 2008      | Jaden Smith in The Day the Earth Stood Still                        |
| 2009      | Saoirse Ronan in The Lovely Bones                                   |
| 2010      | Chloë Grace Moretz in Let Me In                                     |
| 2011      | Joel Courtney in Super 8                                            |
| 2012      | Suraj Sharma in Life of Pi                                          |
| 2013      | Chloë Grace Moretz in Carrie                                        |
| 2014      | Mackenzie Foy in Interstellar                                       |
| 2015      | Ty Simpkins in Jurassic World                                       |
| 2016      | Tom Holland in Captain America: Civil War                           |
| 2017      | Tom Holland in Spider-Man: Homecoming                               |